# تيمو براور
تيمو براور (بالألمانية: Timo Brauer)‏ (30 مايو 1990 في ألمانيا - ) هو لاعب كرة قدم ألماني في مركز الوسط. لعب مع ألمانيا آخن وروت فايس إيسن ونادي غروديغ ونادي هامبورغ 2 ‏.

## وصلات خارجية
- تيمو براور على موقع قاعدة بيانات كرة القدم.إي يو (الإنجليزية)
- تيمو براور على موقع بيانات كرة القدم. دي إي (الألمانية)
- تيمو براور على موقع Soccerway.com (الإنجليزية)
- تيمو براور على موقع عالم كرة القدم.نت (الإنجليزية)